# Botrydesmus fulgens
Botrydesmus fulgens är en mångfotingart som beskrevs av Loomis 1959. Botrydesmus fulgens ingår i släktet Botrydesmus och familjen Stylodesmidae. Inga underarter finns listade i Catalogue of Life.